# Ferdinand Genay
Ferdinand Genay, né en 13 novembre 1846 à Nancy et mort le 10 mars 1909 à Nice, est un architecte français.

## Biographie
Victor Marie Ferdinand Genay naît le 13 novembre 1846 à Nancy. Il fait partie d'une famille d'architectes, notamment le sont son grand-père, son père et ses oncles. C'est ainsi qu'après des études classiques, il emprunte la même voie et intègre l'École des beaux-arts de Paris ; il en ressort en 1869. Il s'installe dans sa ville natale et y effectue de nombreux travaux importants, tout comme dans la région,. Il devient pendant une bonne période architecte des hospices et de l'École forestière ainsi qu'inspecteur des édifices diocésains et des monuments historiques. Il décède le 10 mars 1909 à Nice. Ses obsèques sont célébrées le 16 en la cathédrale Notre-Dame-de-l'Annonciation de Nancy,.

## Distinctions
- Chevalier de la Légion d'honneur (décret du 16 juillet 1908)[2]
- Officier d'académie[3]